# 郭璡
郭璡（1371年—1447年），字時用，初名進，北平新安縣（今河北省安新縣）人，明朝吏部尚書。
郭璡出身太學生，為福建布政司左參議、山東布政司左參政，永樂年間升戶部主事，此後晉升爲吏部左侍郎。明仁宗即位后，兼詹事府少詹事。明宣宗時期，繼續掌管詹事府。后因吏部尚書蹇義年老，宣宗欲以郭璡代替，遭到明朝首輔楊士奇的阻勸而停止。次年，因蹇義去世而繼任。郭璡頗有識才之能，比如舉薦李贤為吏部主事。正統六年，御史曹恭以災異請罷大臣不稱職者，當時郭璡與尚書吳中、侍郎李庸等均被劾。郭璡自陳獲宥。后因郭璡子郭亮受賄，被察覺，御史孫毓等劾。明英宗命其致仕。